# Dysdera pamirica
Dysdera pamirica är en spindelart som beskrevs av Peter Mikhailovitch Dunin 1992. Dysdera pamirica ingår i släktet Dysdera och familjen ringögonspindlar. Inga underarter finns listade i Catalogue of Life.